# Delmark Records
Delmark Records — найстаріший американський незалежний блюзовий та джазовий лейбл, заснований 1953 року Бобом Кестером.

## Створення
Боб Кестер (англ. Robert Gregg Koester) заснував лейбл 1953 року, коли був 21-річним студентом Університету Сент-Луїсу. Кестер навчався кінематографії і мав хобі — колекціонування блюзових та джазових платівок, що поступово перетворилося на невеликий бізнес з продажу записів. Роком раніше він відкрив з партнером маленький магазин звукозаписів, але невдовзі змушений був розділити бізнес через різницю уподобань. Новий магазин Кестера був розташований на бульварі Делмар, так спочатку було названо і заснований Кестером лейбл — Delmar Records.
Першим записом Кестера була сесія кларнетиста Семмі Гарднера з традиційним джазовтм гуртом Windy City Six у липні 1953 року.. Він став і першим релізом нового лейблу Delmar 1954 року на 10-дюймовій платівці.   Далі були численні записи джазового гурту Dixie Stompers та кларнетиста Джорджа Льюїса, виконавця джазу, блюзу та регтайму. Впродовж 1955—1956 років Delmar встиг випустити п'ять 10-дюймових платівок до припинення їх виробництва, і серед них дві у виконанні Dixie Stompers та одну — George Lewis's New Orleans Ragtime Band. 1956 роком датовано перший блюзовий запис Delmar у виконанні піаніста Спеклда Реда (Руфуса Перрімана). Записи Спеклда Реда побачили світ спочатку на 10-дюймовій Speckled Red: Barrel House Piano (1956?), а з часом — в альбомах The Dirty Dozens (1961), Blues Piano Orgy (1972), Biddle Street Barrelhousin' (2000). Згодом до них додалися записи Біг Джо Вільямса, Джеймса Кратчфілда, Дж. Д. Шорта та ін. Записи Біг Джо Вільямса, виконані 1958 року, частково використані в альбомі Piney Woods Blues (1958), включеному до Зали слави блюзу 2008 року, але більшість з них, як і у випадку з Спеклдом Редом, опубліковано вже у 1960-х роках.

## Чиказький період
1958 року Боб Кестер перебрався з Сент-Луїса до Чикаго, відкрив магазин звукозаписів Jazz Record Mart. Delmar Records, єдиним працівником якого тривалий час лишався сам Кестер, був розташований там же. Delmar належав до інді-лейблів, що виникли після Другої світової війни на хвилі прогресу у технологіях і відповідної трансформації бізнесу звукозаписів. Багато з цих лейблів експлуатували ніші, проігноровані великими лейблами мейнстріму. Але, на відміну від інших, Кестер був менш зацікавлений у створенні успішного бізнесу, ніж у записі музики, що особисто йому здавалася цінною і важливою. Delmark придбав права на вінтажні мастер-записи старих лейблів United, Apollo та Regal. З 1960 року назву лейблу через проблеми з авторським правом змінено з Delmar на Delmark..
1962 року Кестер відшукав у Браунсвіллі, штат Теннессі, і записав майже забутого блюзового співака і гітариста Сліпі Джона Естеса. Новий матеріал із записами Сліпі Джона Естеса та мандолініста Янка Рейчелла розпочав серію Roots of Jazz blues альбомом The Legend of Sleepy John Estes. Назва серії відбиває постійний акцент Кестера на тісному зв'язку між джазом та блюзом. Згодом Delmark випустив ще кілька альбомів Естеса: Broke and Hungry (1964), Sleepy John Estes in Europe (1965), Brownsville Blues (1965), Electric Sleep (1968). Впродовж 1960-х років Delmark Records записав і випустив багато забутих блюзових легенд, що роками не мали попиту, як піаніст Рузвельт Сайкс (Back to the Blues, 1966), (Portraits in Blues Vol. 11, Storyville, 1969, перевиданий Delmark як Roosevelt Sykes In Europe, 1969), гітарист Артур Крудап (Look On Yonder's Wall, 1965), (Crudup's Mood, 1969) або мандолініст Янк Рейчелл (Mandolin Blues, 1964).
Після 10 записів старих виконавців, 1965 року Delmark різко змінив напрямок, випустивши перший повноцінний студійний альбом електричного чиказького блюз-гурту Джуніора Веллса (Hoodoo Man Blues, 1965), що миттєво став чиказькою блюзовою класикою. Альбом познайомив білу аудиторію з до того маловідомим їй стилем West Side і його успіх призвів до низки аналогічних релізів перспективних виконавців, серед яких, між іншим, альбоми Меджика Сема (West Side Soul, 1967), Дж. Б. Гатто (Hawk Squat, 1969), Лютера Еллісона (Love Me Mama, 1969), Кері Белла (Carey Bell's Blues Harp, 1969), Джиммі Докінза (Fast Fingers, 1969), Роберта Локвуда-молодшого (Steady Rollin' Man, 1970) та Отіса Раша (Cold Day in Hell, 1975). Delmark Records сприяв музичній кар'єрі та широкому визнанню цих і багатьох інших виконавців з чиказької Асоціації просування творчих музикантів (англ. Association for the Advancement of Creative Musicians), відіграв провідну роль у становленні багатьох чиказьких блюзових виконавців-жінок: Зори Янг, Біг Тайм Сари, Шірлі Джонсон, Карен Керролл, Грени Луїзи, Кетрін Девіс, Дейтри Фарр, Бонні Лі, Деметрії Тейлор та Шерон Льюїс.
Джазові напрямки діяльності Кестера також зазнали змін у Чикаго. Якщо раніше Боб надавав переваги традиційному новоорлеанському джазу, на новому місці він вчасно оцінив авангардний чиказький рух і його Delmark став першим лейблом, що випустив твори Роско Мітчелла (Sound, 1966), Джозефа Джармана (Song For, 1967), Муала Річарда Абрамса (Levels And Degrees Of Light, 1966), Ентоні Брекстона (3 Compositions Of New Jazz, 1968), Art Ensemble of Chicago (Live at Mandel Hall, 1974), а також перевидав перші два альбоми Сан Ра (Sun Song, 1967) та (Sound Of Joy, 1968).
Лейбл також охопив широкий спектр фортепіанних стилів, завдяки надзвичайній увазі власника Delmark, Боба Кестера, до ролі фортепіано у джазі, бугі-вугі та блюзі. Вже згадані Спеклд Ред і Рузвельт Сайкс, а також Альберт Аммонс, Стів Бер, Кертіс Джонс, Піт Джонсон, Мід Лакс Льюїс, Роберт Маккой, Літтл Бразер Монтгомері, Чарлз Томпсон, Кен Сейдак — це далеко не повний перелік піаністів, чиє виконання демонструють платівки Delmark. На Delmark також дебютував сучасний майстер регтайму Реджинальд Р. Робінсон (альбоми The Strongman, Sounds In Silhouette, Euphonic Sounds) і продовжив музичну кар'єру блискучий Ларрі Новак (Invitation, 2015).

## Нові власники
1 травня 2018 року Chicago Sun Times оголосила новину про продаж Delmark Records. Боб Кестер, посилаючись на вік, вирішив продати лейбл і студію звукозапису чиказьким музикантам та викладачам Джулії А. Міллер та Ельбіо Бариларі. Гітарист чиказького гурту Volcano Radar і викладач звуку у Школі Інституту мистецтв (SAIC) Джулія Міллер посіла посаду президента і генерального директора Delmark Records. Віцепрезидентом і художнім керівником став Ельбіо Баріларі, композитор і мультиінструменталіст уругвайського походження, також учасник Volcano Radar і викладач латиноамериканської музики та історії джазу в Університеті Іллінойсу (Чикаго). Нові власники висловили бажання зберегти основний напрямок діяльності лейблу, але значно модернізувати його. Свою посаду зберіг Стів Вагнера, який з 1987 року працює у Delamark музичним продюсером, інженером звукозапису та менеджером. За останні 30 років Стів Вагнер продюсував для Delmark понад 100 джазових та блюзових альбомів, і долучився до створення понад 1000 альбомів.
8 червня 2018 на Чиказькому фестивалі блюзу відбулось урочисте вшанування Delmark та Кестера з нагоди 65-ї річниці створення лейблу. Заходи включали виступи виконавців Delmark, джем-сесію, панельну дискусію з Бобом Кестером, і спеціальний перфоманс «Tribute to Those Who Came Before and Bob Koester» за участю Джиммі Бернса, Леррі та Стіва Беллів, Джиммі Джонсона та Дейва Спектора, Омара Коулмена, Демітрії Тейлор і Томіко Діксон. Сучасні виконавці Delmark вшановували і виконали пісні колишніх зірок лейблу, таких як Кері Белл, Джуніор Веллс, Джиммі Докінз, Сара Біг Тайм, Меджик Сем, Отіс Раш, Дж. Б. Гатто і Сліпі Джон Естес.